# Hédi Fried
Hédi Fried, z domu Szmuk (ur. 15 czerwca 1924 w Syhocie Marmaroskim, zm. 19 listopada 2022 w Sztokholmie) – rumuńsko-szwedzka pisarka, psycholożka, pedagog. Ocalała z Holokaustu. 

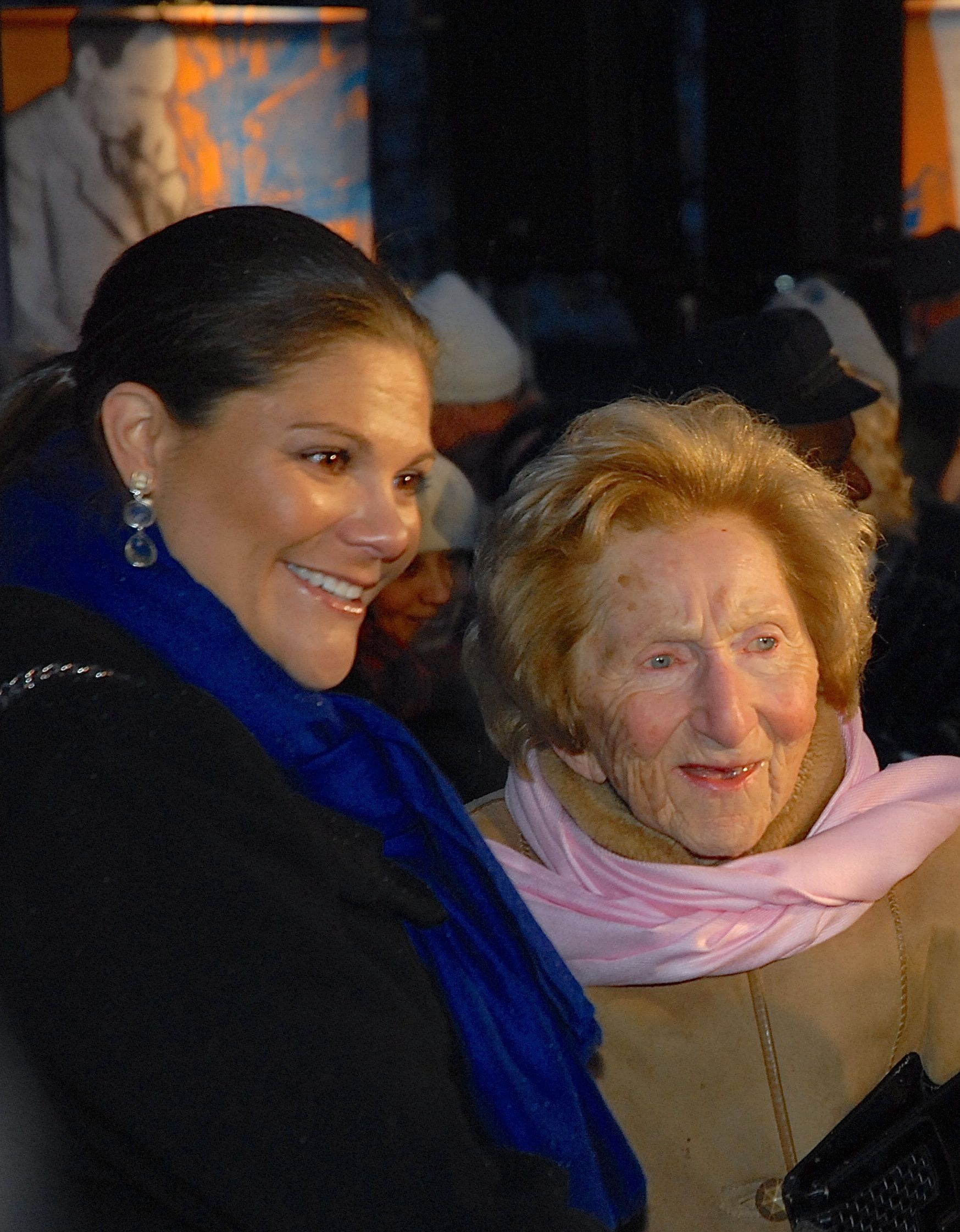
Hédi Fried i Księżniczka Wiktoria Ingrid Alice Désirée Bernadotte, 2012

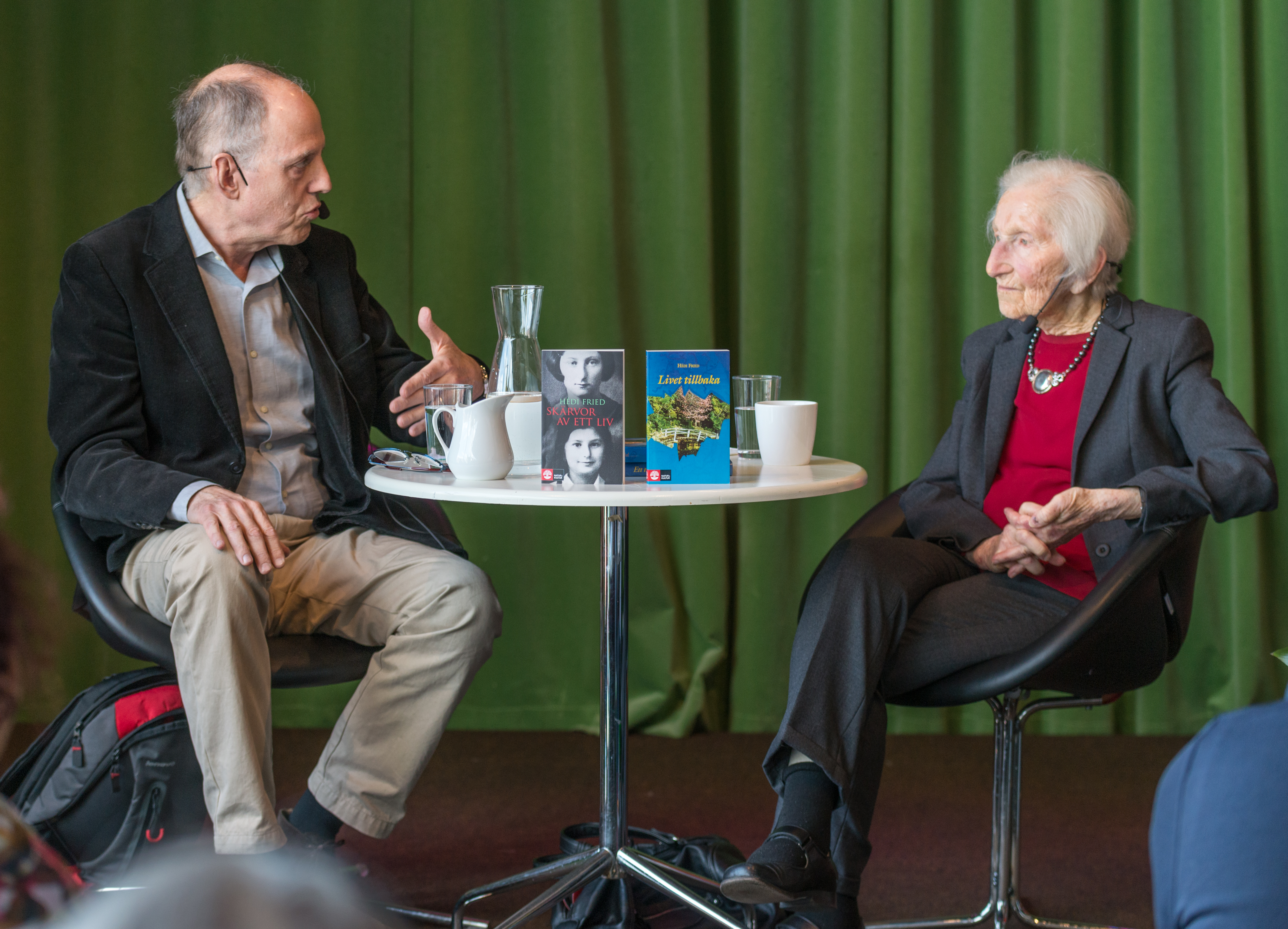
David Titelman i Hédi Fried, 2015

## Biografia
Hédi dorastała w żydowskiej rodzinie w Syhocie Marmaroskim. W 1942 r. ukończyła naukę w Kluż-Napoka. W 1943 r. uzyskała kwalifikacje nauczycielskie w Miszkolcu. W 1944 r., w wieku 20 lat, wraz z rodziną została deportowana do obozu koncentracyjnego Auschwitz-Birkenau. Jej rodzice zginęli w komorze gazowej. Hédi i jej młodsza siostra Livia przetransportowano do niemieckiego obozu koncentracyjnego Neuengamme (KL), a następnie do obozu Bergen-Belsen. Po wyzwoleniu, w lipcu 1945 r. siostry zostały przewiezione statkiem M/S Rönnskär w ramach akcji Czerwonego Krzyża białe autobusy, do Szwecji. W 1948 r. wyszła za mąż i miała trzech synów. W 1957 r. ukończyła psychologię i pedagogikę na Uniwersytecie Sztokholmskim. Pracowała jako psycholożka i terapeutka. W 1984 r. założyła Café 84, miejsce spotkań dla ocalałych z Holokaustu. 
Aktywnie uczestniczyła w różnych programach mających na celu pielęgnowanie pamięci o Holokauście zarówno w Szwecji, jak i za granicą. Prowadziła wykłady w szkołach, uczelniach wyższych i wśród szerokiej publiczności. Za swoją działalność edukacyjną otrzymała w 2003 r. tytuł doktora honoris causa Uniwersytetu Sztokholmskiego.  Fried walczyła z prawicowym ekstremizmem, antysemityzmem i rasizmem, a także o demokratyczne i humanitarne społeczeństwo.

## Nagrody i wyróżnienia
- 1998: Złoty medal Illis quorum[11]
- 1999: Eldh-Ekblads fredspris przyznawana przez Szwedzkie Stowarzyszenie Pokoju i Arbitrażu[12]
- 1999: Årets europé i Sverige[13]
- 2000: Natur & Kulturs kulturpris[6]
- 2015: Nagroda im. Raoula Wallenberga[14]
- 2015: Kawaler Orderu Gwiazdy Rumunii[2][15]
- 2017: Krzyż Oficerski Orderu Zasługi Republiki Federalnej Niemiec[16]
- 2017: Nagroda im. Olofa Palmego[17]
- 2018: Stockholms stads hederspris[18]
- 2018: Nagroda im. Aarona Isaaca[19]
- 2019: Serafimermedaljen[20]
- 2019: Torgny Segerstedts frihetspenna[21]

## Wybrana twórczość
- 1992: Skärvor av ett liv. Vägen till och från Auschwitz
- 1995: Livet tillbaka
- 2002: Ett tredje liv: från jordbävning i själen till meningsfull tillvaro
- 2003: Livets pendel: Fragment, erfarenheter, insikter
- 2017: Frågor jag fått om Förintelsen
- 2019: Historien om Bodri